# 오쿠보 데쓰야
오쿠보 데쓰야(일본어: 大久保 哲哉, 1980년 3월 9일 ~ )는 일본의 축구 선수이다.

## 구단 경력
그는 2003년부터 2018년까지 J리그의 요코하마 FC, 가시와 레이솔, 아비스파 후쿠오카, 몬테디오 야마가타, 도치기 SC, 더스파구사쓰 군마에서 활동하였다.